# 鳳山農民組合
鳳山農民組合為一農民團體。成立於台灣日治時期的1925年11月15日，成立靈魂人物為簡吉與黃石順。1926年9月，該組合因攻擊新興製糖會社遭台灣總督府解散，組合幹部多人遭捕並被判刑。

## 簡介
1925年5月，高雄鳳山糖商地主陳中和因擴展新興製糖會社場地，突然要求其轄下53名佃農交還土地。因事涉佃農生計，因此黃石順召集該全面佃農集體向地主反對。經交涉後，陳中和與其製糖會社勉於答應延後一年收地。同年11月15日，該佃農、黃石順與社會運動者簡吉共同組成鳳山農民組合，藉由演講與交涉等手段，反抗地主收地行動。
翌年5月19日，陳中和與新興製糖會社不但依約要求53名佃農交還土地，並也要求其他280名，共333名佃農同時歸還佃租土地。因遭到269名佃農拒絕，兩方產生糾紛。糾紛中，部分佃農攻擊新興製糖會社。9月23日簡吉及黃石順被日人警察所捕，該組合亦同時遭到解散。

## 組織
組織的中心人物包括簡吉為組合長；黃石順兼任主事與爭議部長；會計係為陳振賢、調查部長為吳敦；另有調查部員謝賴登與爭議部員張滄海。